# Пётр Дмитриевич
Пётр Дми́триевич (1385 — 1428), князь Дмитровский с 1389 года, Углицкий 1389—1405, сын Дмитрия Донского и великой княгини Евдокии, дочери великого князя Суздальско-Нижегородского Дмитрия Константиновича.
По духовному завещанию отца получил Дмитров, Углич и несколько пригородных сёл. В 1405 году Углич по договору передан Владимиру Андреевичу Храброму.
В 1406 году во время нападения немцев и литовцев на Псков и Новгород принимал участие в их защите. 16 января 1407 года женился на Евфросинье, дочери князя Полуэкта Васильевича.
В 1408 году во время нападения ордынского хана Едигея на русские земли, оставался во главе защиты Москвы.
В своей духовной грамоте великий князь Василий Дмитриевич поручал заботу о супруге Софье Витовтовне и детях своим братьям Андрею и Петру.
Умер в 1428 году, не оставив детей; вдова его Евфросиния Полуехтовна постриглась в Вознесенском монастыре в Москве под именем Евпраксии и умерла в 1466 году.